# Маха обнажённая (марки Испании)
«Ма́ха обнажённая» (исп. La maja desnuda) — филателистическое название трёх почтовых марок Испании 1930 года с изображением одноимённой картины (1800) Франсиско де Гойи. Они входят в серию, посвящённую годовщине смерти этого испанского художника, и считаются первыми в мире почтовыми марками в жанре ню.

## Описание

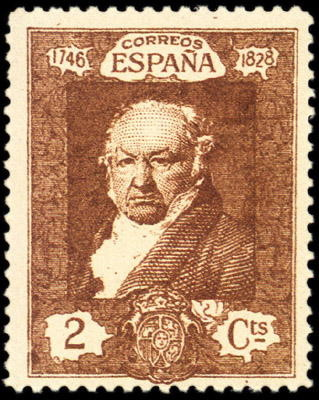
Портрет Франсиско де Гойи(Sc #387)

Полная серия состоит из 32 марок. 14 из них, номиналами от 1 сентаво до 5 песет (Sc #386—396 и 400—402), имеют одинаковый дизайн в разных цветах — портрет Франсиско де Гойи в зрелые годы (1826) работы Висенте Лопеса-и-Портаньи.
В рамках серии были выпущены и 13 авиапочтовых марок с офортами из циклов Гойи Los Caprichos и Los Disparates (Sc #C18—C30), а также ещё две марки спешной почты — обычной (Sc #E7) и авиа- (Sc #CE1) — с надпечатками urgente («срочно»).
На оставшихся трёх марках высоких номиналов — тёмно-фиолетовой (1 песета), серо-зелёной (4 песеты) и красно-коричневой (10 песет) (Sc #397—399) — гравёр Хосе-Луис Лопес Санчес-Тода воспроизвёл одну из самых известных и скандальных картин художника «Маху обнажённую». Размер экземпляра 47×34 мм, бумага без водяных знаков, зубцовка 12½ линейная.

## Появление
Выпуск марочной серии был приурочен к закрытию Иберо-американской выставки в Севилье (9 мая 1929 — 21 июня 1930) и одновременно к 100-летию со дня смерти Франсиско де Гойи. Это фиксируется большинством каталогов, несмотря на то, что круглая годовщина отмечалась двумя годами ранее, в 1928 году, причём даты тоже не совпадают: художник умер 16 апреля, а серия увидела свет 15 июня.

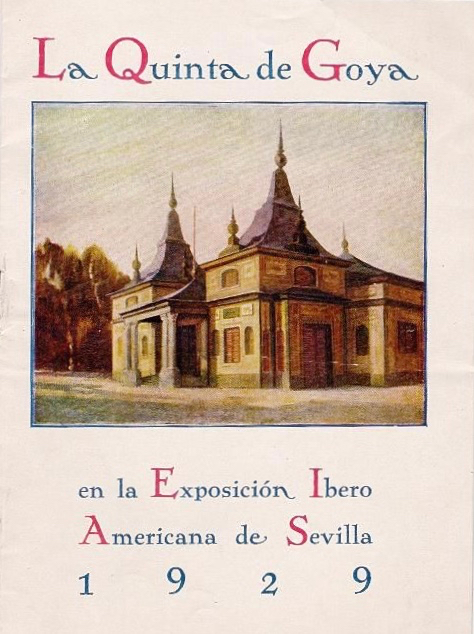
Обложка каталога Quinta de Goya Иберо-американской выставки (1929)

Марки с обнажённой Махой были заказаны в лондонской типографии Waterlow and Sons частным образом, но государственная почта Испании (Correos) в обмен на часть тиражей признала этот выпуск легитимным. Заявленной целью его распространения было окупить затраты на строительство Quinta de Goya (букв. «загородный дом Гойи») — целиком посвящённого творчеству знаменитого испанца выставочного павильона, где были размещены некоторые его картины и офорты.
Комплект имел намеренно завышенную, по сравнению с обычными почтовыми тарифами, номинальную стоимость (он продавался за сумму, эквивалентную 5 американским долларам того времени). Марки поступили в продажу 15 июня 1930 года, гасились с помощью четырёх разных видов почтовых штемпелей, причём были действительны для оплаты почтовых услуг всего три дня, до 17 июня, поэтому в погашенном виде они редки, а большая часть гашений — подделки более позднего времени, некоторые с ошибкой (CUINTA GOYA вместо QUINTA GOYA).
Сведения о реализованных за три дня тиражах разнятся. По данным нью-йоркской газеты Brooklyn Daily Eagle от 1 августа 1930 года, совокупно было распространено 29 тысяч экземпляров первого выпуска марок с изображением обнажённой Махи всех трёх номиналов. Согласно более современным версиям, было выпущено 9800 штук «Мах» номиналом 10 песет и 231 тысяч штук двух остальных номиналов (1 и 4 песеты).

## Подоплёка

### Сюжет картины
Утратившая прелести своего «золотого века», экономическое преуспевание, мировое лидерство, бо́льшую часть колониальных владений Испания рубежа XVIII—XIX веков испытывала хронический упадок. Политическое и культурное доминирование северной соседки — Франции, особенно сказывавшееся на испанской элите, не могло не вызвать неприятия и стремления к национальному освобождению в обществе, поиска национальной идентичности как пути выхода из кризиса.
Majos и их подружки majas — представители происходившего из провинции деклассированного городского люмпен-пролетариата тогдашней Испании — сыграли роль катализатора общественной дискуссии и превратили свой низший статус в способ заявить о свободе и неприятии afrancesado («офранцуженных», высшего света и традиционного общества того времени в целом). И мужчины, и женщины махо носили на поясе кинжалы, вызывающе и щегольски одевались, вели себя нарочито надменно, отличались свободой нравов, порой промышляли бандитизмом и грабежами. В их среде аристократия находила любовников-жиголо и любовниц на содержании.
Сильный националистический подтекст превратил образ махи — по сути проститутки — в культ пылкой и свободной испанки. Элементы одежды из трущоб были переосмыслены знатью как органичная часть испанского национального костюма. Для Франсиско Гойи воплощение такого тренда — «махизма» (majismo) — было излюбленной темой, а его картина «Маха обнажённая» стала в этом смысле кульминационной. Правда, художник писал своё полотно для крайне узкой элитарной аудитории и вряд ли предполагал, что его «Маха» менее чем через полтора века станет доступна широкой публике многотысячными тиражами.

### Сюжет марок
В 1920—1930-е годы Испания вновь находилась на перепутье, вызванном болезненным поражением в испано-американской войне 1898 года, углублявшимся экономическим кризисом, волнами сепаратизма (см. также: Марки каталонских сепаратистов) и широкомасштабной полемикой о самой «сущности Испании». Эти искания вылились в глубокий национальный раскол, а позже в кровавую гражданскую войну. Интеллигенции «поколения 98 года» нужны были сильные эпатирующие символы, способы дерзкого воплощения национальной идеи — и «махизм» пришёлся кстати. Его манифестацией с очевидным для испанского общества подтекстом и стали почтовые марки «Маха обнажённая».

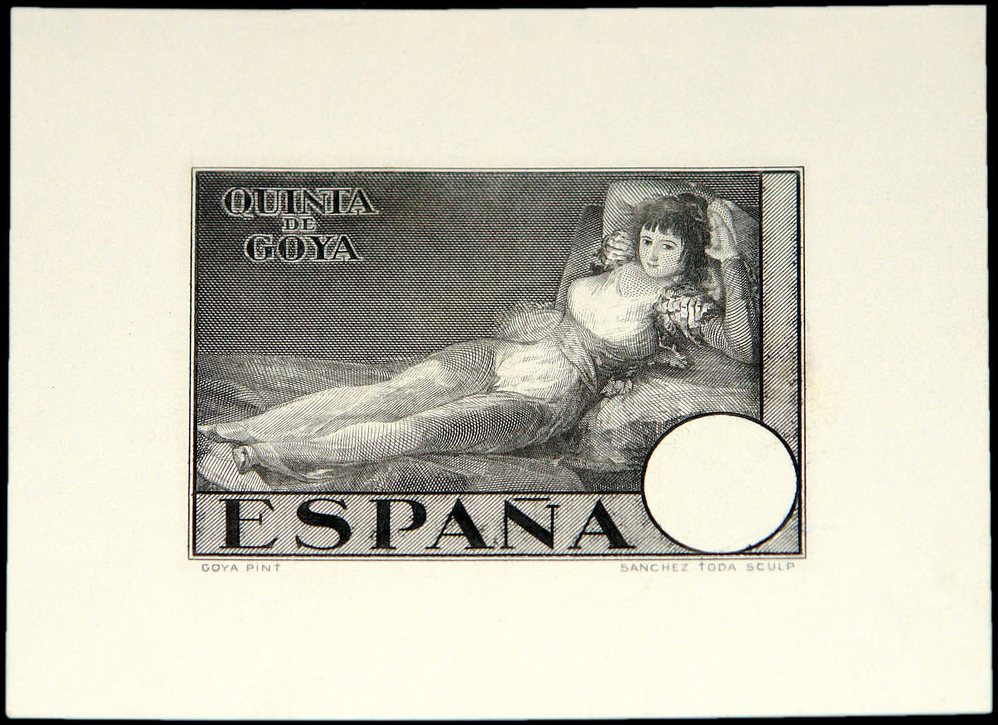
Эссе невыпущенных почтовых марок «Маха одетая»

В своей книге «Искусство гравирования почтовой марки», опубликованной в 1969 году, гравёр серии Хосе Санчес-Тода воспроизвёл альтернативное марочное эссе — с «Махой одетой», подготовленное им к выпуску на случай, если государственная почта Испании откажется утверждать более смелый вариант. Утверждение «Махи одетой» сохраняло бы весь символизм выпуска, хотя при таком выборе последний, скорее всего, оказался бы менее скандален. Однако почта пошла ва-банк.
Несмотря на то, что почтовые марки официально являются «визитной карточкой» выпустившей их страны, одним из её официальных медиасимволов, и потому сексуальные мотивы в их дизайне традиционно редки (и это тем более верно для первой половины XX века), демонстрация на марках того времени обнажённой плоти (как женской, так и мужской), строго говоря, не была новостью (см. ниже).
Женская обнажённая натура на почтовых марках конца XIX — начала XX веков
Изображение античных статуй или стилизации под них были элементом дизайна как знаков почтовой оплаты, так и различных фискальных марок, квитанций об оплате, чеков, банкнот, акций, облигаций и др. — то есть любых государственных и корпоративных бумаг, нуждавшихся в защите тиража от подделки с помощью эстетически приемлемого усложнения рисунка. Кроме того, на марках африканских колоний порой фигурировали негритянки с неприкрытой грудью. Однако именно «Маха обнажённая» стала первым в мире случаем открытого изображения тела земной женщины (не богини) с лобковой растительностью, что открыло, таким образом, новую популярную тему в филателии — ню.

## Реакция
Появление в 1930 году серии «Маха обнажённая» вызвало скандал в консервативной католической Испании. Пуристы выступали с громкими публичными протестами, обличая угрозу общественной нравственности. По их мнению, в частности, такие марки могли сделать порочными невинных детей-филателистов. В то же время торговцы выставляли шокирующую серию в витринах магазинов.
Республиканцы активно использовали эти почтовые марки для политической пропаганды против разврата декадентствующей знати и её сторонников-монархистов, это способствовало смене общественного строя: в апреле 1931 года, то есть меньше чем через год, король Испании Альфонсо XIII бежал и был низложен, страна провозглашена республикой, а её дворянство лишено всех привилегий.
Тем временем марочный скандал вышел за пределы собственно Испании. Во Всемирном почтовом союзе стали получать протесты (причём некоторые на государственном уровне, что могло повлечь почтовые войны), но эти протесты, правда, остались без удовлетворения. Time, один из ведущих американских журналов того времени, писал о поднявшейся из-за выпуска этих марок волне возмущения во всём мире. Не скрывая эмоций, издание разъясняло:

Неприличная картина уже достаточно плоха, но почтовая марка, чью обратную сторону следует лизать! …Миллионы невинных детей собирают марки.
Оригинальный текст (англ.)An indecent picture is bad enough, but a postage stamp, whose back side must be licked! …Millions of innocent children collect stamps.

В 1952 году полиция Остенде (Бельгия) конфисковала марки «Маха обнажённая» с витрины магазина местного марочного дилера как «аморальные». Известный американский юморист, колумнист журнала New Yorker Фрэнк Сэлливан любил клеить их на письма своим друзьям. Поначалу почтовые власти разных городов Соединённых Штатов относились к шокирующим маркам по-разному: так, в Бостоне уже в июле 1930 года вся франкированная ими корреспонденция блокировалась, в это же время в Вашингтоне, как писала пресса, «ничего не могли поделать с дизайном марок других государств». Впрочем, к концу 1930 года Почтовый департамент США официально запретил всю франкированную «Махами» почту, попадавшую в страну. Такие письма стали принудительно изыматься и, возможно, возвращаться отправителям. Правда, как отмечают эксперты-филателисты, ни одного реального случая возвращения этой корреспонденции не зафиксировано.

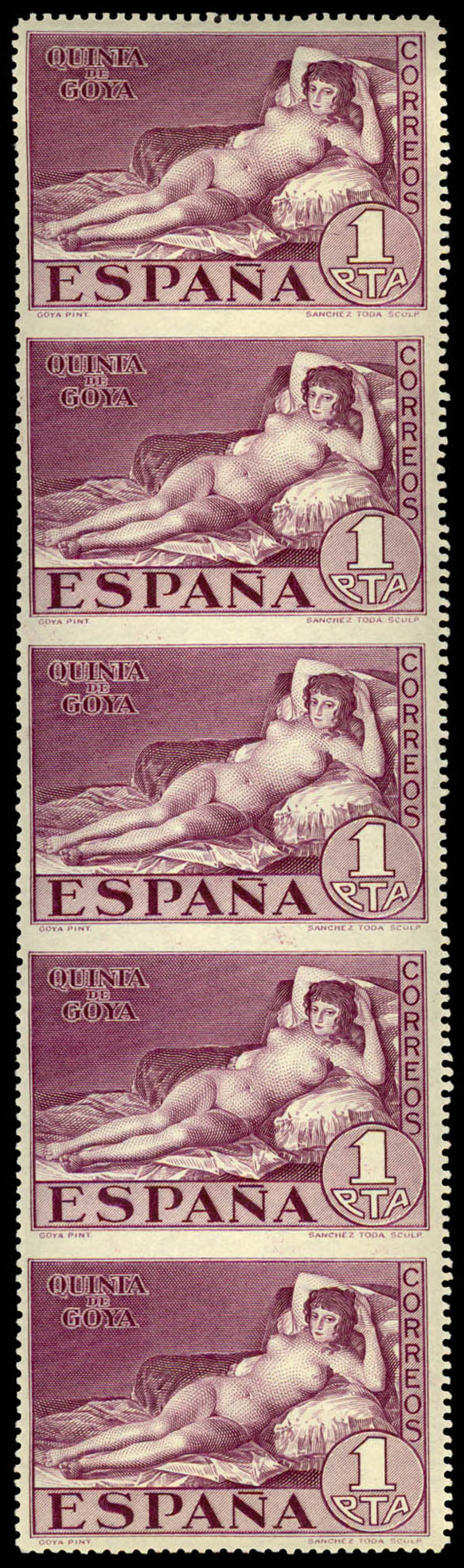
Полоска из пяти марок, не перфорированных между собой

Свои претензии власти США конкретизировали в 1958—1959 годах, когда на экраны вышел фильм Генри Костера «The Naked Maja» совместного производства США, Италии и Франции. Кинокомпания-производитель United Artists Corp. в рекламных целях попыталась тогда разослать почтой 2268 открыток с анонсом фильма и репродукцией картины Гойи «Маха обнажённая», но рассылка была остановлена Почтовым департаментом, который счёл её нарушающей части 1461 и 1463 разделов 18 Кодекса США, запрещающие отправку «распутного, сладострастного или непристойного» (англ. lewd, lascivious or indecent) содержимого.
Протест кинокомпании, указавшей, что на открытках воспроизведена картина, находящаяся в открытом доступе в музее Прадо в Мадриде, был, тем не менее, отклонён. На судебных слушаниях было установлено, что нахождение картины «Маха обнажённая» в музее не является криминалом, однако рассылка подобного изображения «сексуально провоцирует на распутство и сладострастный интерес в отношении обычного человека». Описанная законодательная норма перестала действовать в США в 1996 году.
В 2000 году скандальная серия испанских марок 1930 года была увековечена в романе Hit List писателя Лоуренса Блока, где главный герой Келлер подробно описывает свои связанные с её приобретением переживания подростка-коллекционера. В филателистической литературе «Маха обнажённая» 1930 года оценивается как, «возможно, самая известная в истории марка, связанная с сексуальностью».

## Последующие выпуски
В 1958 году испанские марки с «Махой обнажённой» были воспроизведены в Соединённых Штатах в изданной ко Дню почтовой марки 10-марочной серии с наиболее известными полотнами Гойи. Ещё один выпуск — беззубцового блока из четырёх факсимиле марки Испании 1930 года номиналом в 4 песеты, но в разных цветах, — увидел свет в США в 1996 году. Обе эти эмиссии, впрочем, являются лишь частной инициативой местных филателистических клубов.
Кроме того, между 1932 и 1969 годами компания Waterlow and Sons несколько раз допечатывала в Лондоне все номиналы скандальной серии с оригинальных печатных форм, выбросив на рынок тиражи, вдесятеро превышающие изначальные. Эти новоделы невозможно отличить от оригиналов, и даже они представляют интерес для филателистов.

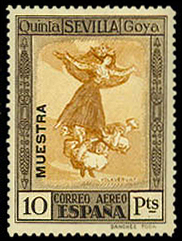
Надпечатка «Образец» на марке этой же серии

Все марки серии существуют в беззубцовом виде, а также в парах и полосках без перфорации между элементами, но с внешней зубцовкой. Некоторые — в изменённых цветах (в основном красные и синие) ограниченными тиражами. Известно, что в 1930 году были выпущены только три марки-беззубцовки по цене примерно в шесть раз выше нормального перфорированного варианта.
Как результат, три негашёные марки с «Махой обнажённой» в 2011 году оценивались журналом Stamp News лишь в 20—30 долларов США. Всю серию в конце 2015 года можно было обнаружить на филателистическом рынке примерно за 50 долларов. Полный комплект, включающий надпечатки Urgente (Sc #386—402, C18—30, CE1, E7) и образцы всех марок (надпечатки muestra вертикально слева), оценивается на специализированных филателистических интернет-аукционах совокупно в 350—400 долларов.
За прошедшие десятилетия саму картину Гойи «Маха обнажённая» неоднократно воспроизводили на своих почтовых марках и другие страны мира, в том числе со значимым религиозным доминированием в обществе, — Парагвай, ОАЭ, Албания и др.